# Stenkast
Stenkast är ett längdmått som betecknar en sträcka motsvarande så långt en ordinärt utrustad person orkar kasta en handstor sten, vanligen uppfattat varierande mellan 30 och 75 meter.
Ett ordspråk från Småland: Den som ser ett slagsmål på ett stenkasts håll är inte vittnesgill.
Idag används ordet "stenkast" för att informellt beskriva avstånd i bebyggelse som är korta och överkomliga, vanligen upp till några hundra meter. Enligt en undersökning av avstånd som betecknats "stenkast" i danska bostadsannonser har de vuxit från ett medel på 153 (år 2010) till 239 meter (år 2012), men även ett avstånd på 943 meter har av bostadsmäklare betecknats "stenkast", och även 30 kilometer har av researrangörer tyckts vara ett stenkast.